# Râul Bahnița
Râul Bahnița este un curs de apă, afluent al râului Câlneș. 